# 哈利波特中的魔藥

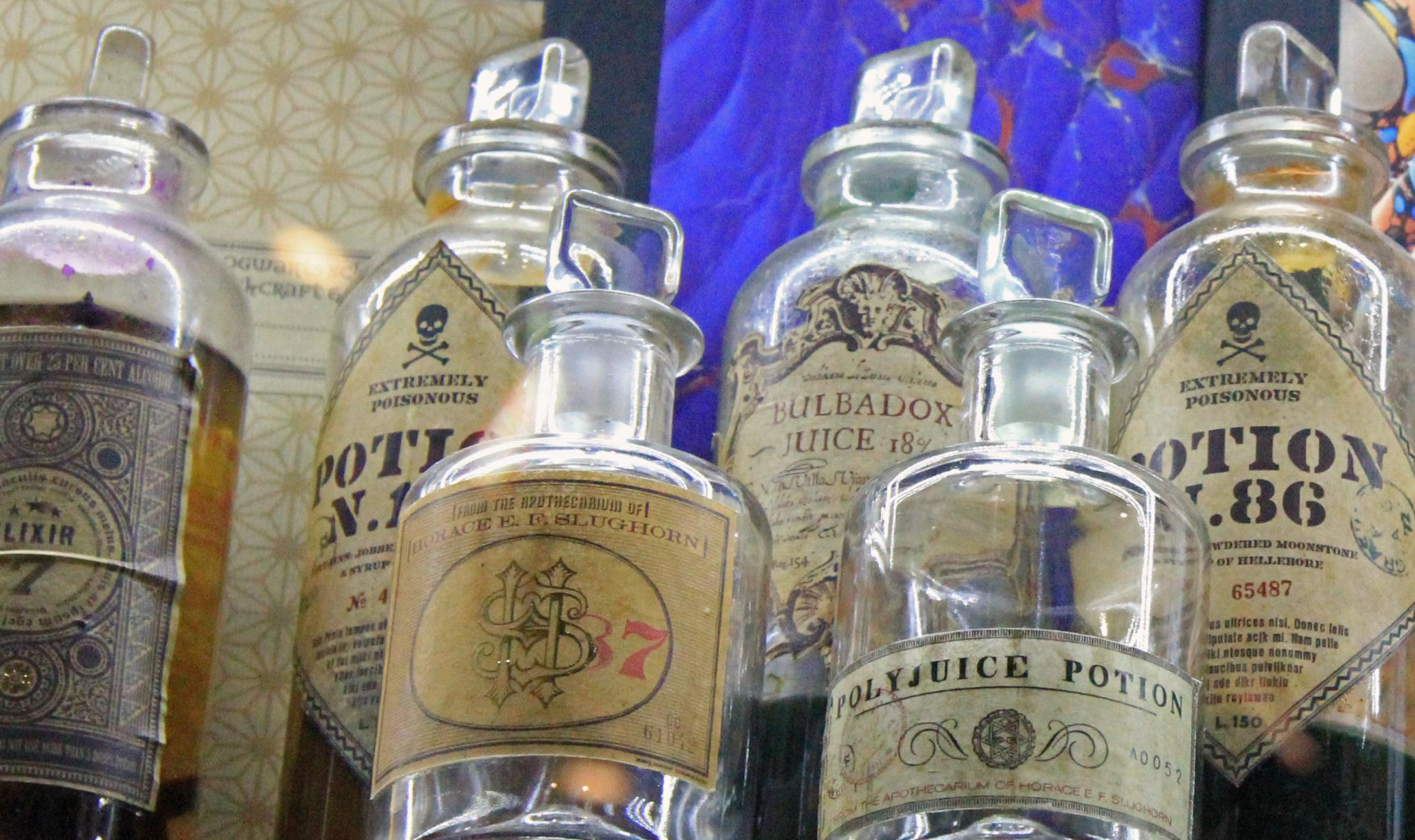
《哈利波特》系列電影所出現的魔藥

《哈利波特》中的魔藥是作家J·K·羅琳所創作的魔法混合物，有些魔藥能複製咒語和護身符的效果，但也有一些魔藥的效果獨一無二。各個魔藥的材料及難度各有不同，比如《神秘的魔法石》中，霍格華茲一年級學生在魔藥學課程所學習的簡單燙傷治癒魔藥，或者複雜又耗時的高難度魔藥變身水。
許多魔藥成份存在（或曾經存在）於現實世界，或者擁有（或曾被認為擁有）羅琳所賦予的作用。比如白鮮（Dittany）確實有抗發炎功效，而人類曾經認為喝下毛糞石水可以解毒。

## 主要魔藥

### 一飲活死水
一飲活死水首次提及於《神秘的魔法石》，能夠讓飲用者陷入死亡一般的酣睡當中。哈利波特在《混血王子的背叛》仰賴混血王子的課本成功調製了這種進階魔藥，獲得赫瑞司·史拉轟的獎勵：一瓶福來福喜。

### 福灵剂
福灵剂出自《混血王子》，是一種稀有而且難以調製的金色魔藥，能夠給予飲用者好運。魔藥的效果消失之前，飲用者的所有努力都會成功。假如飲用過量，會導致頭暈、魯莽和危險的過度自信，甚至成為劇毒。

### 變身水
變身水可變成其他人的樣貌。不可拿來變身成動物，也對動物產生不了效果（包括半人半動物的生物），誤用動物毛髮的話，則會變成動物的容貌。

### 吐真劑
吐真劑出自《火盃的考驗》，特徵為像水一樣清澈無味，使用者只要加入三滴，就能強迫飲用者說出真相。它是現存最強大的吐實魔藥，在《哈利波特》的虛構世界觀中受英國魔法部嚴格控管。J·K·罗琳表示，吐真劑最適合用在毫無戒心、易受傷害、缺乏自保技能的人身上，有些巫師能使用鎖心術等方式保護自己免受吐真劑影響。

### 愛情魔藥
愛情魔藥是一種讓飲用者痴情或痴迷於給他藥水的人的魔藥，但是，真正的愛情無法被製造或仿造的，因此愛情魔藥能夠產生的感覺更像是一種強烈的痴迷或迷戀。意亂情迷水是目前最有效的愛情魔藥，具有獨特的珠母光澤和螺旋狀的上升蒸氣，氣味氣味因人而異，根據個人的喜好而定。榮恩·衛斯理曾在《混血王子的背叛》誤食了有意亂情迷水的巧克力；魔柔·剛特使用愛情魔藥與老湯姆·瑞斗結合，從而導致佛地魔誕生。

### 其他魔藥
- 放氣水：使膨脹的東西收縮回正常大小。[13]
- 緩和藥劑：鎮靜、舒緩焦慮。[14]
- 長生不老藥：讓人永生不死的魔藥，只有魔法石才能提煉出這種魔藥，佛地魔在《神秘的魔法石》曾打算偷取魔法石製造長生不死藥。[15]
- 還童水：縮小物體的體積，或者逆轉衰老過程。[16]
- 生骨水：修復生物斷裂的骨頭，或讓骨頭重新生長的魔藥。[17]
- 縛狼汁：讓狼人在滿月期間也能安全無害的魔藥。必須於月圓前的一週中持續飲用，才能使狼人在變形後仍保有理性，並等待月亮再度轉盈為虧。在雷木思·路平於霍格華茲任教期間，賽弗勒斯·石內卜專門為他調配縛狼汁。

## 魔藥材料
《哈利波特》系列小說中，出現的魔藥材料如下：

### 《神秘的魔法石》

#### 動物材料
- 龍肝
- 龍血
- 獨角獸角
- 獨角獸尾毛
- 獨角獸血
- 蝙蝠脾臟
- 鰻魚眼珠
- 黑甲蟲眼珠
- 毛糞石
- 獅子魚的刺
- 蛇牙
- 有角蛞蝓
- 豪豬刺

#### 植物材料
- 水仙球根粉末
- 苦艾
- 烏頭，又名附子或牛扁
- 白鮮
- 纈草根
- 瞌睡豆
- 蕁麻

### 《消失的密室》
- 龍糞
- 魔蘋果
- 青蛙腦
- 草蜻蛉
- 水蛭
- 斑點老鶴草
- 纈草
- 雙角獸角
- 非洲樹蛇皮
- 老鼠脾臟
- 蜘蛛
- 河豚眼睛
- 老鼠尾巴

### 《阿茲卡班的逃犯》
- 鱷魚心臟
- 膨豆莢

### 《火盃的考驗》
- 泡泡莖的膿汁：黃綠色的濃汁，對難纏的面皰有特別療效。
- 獅子魚刺
- 顛茄
- 長角蟾蜍
- 聖甲蟲
- 薑根
- 犰狳膽汁
- 魚鰓草

### 《鳳凰會的密令》
- 咬人小仙子的毒液
- 月長石
- 纈草的嫩芽
- 火蜥蜴血
- 石榴汁
- 壞血草
- 獨活草
- 噴嚏草

### 《混血王子的背叛》
- 薄荷
- 八眼巨蛛的毒液

## 相關爭議
2016年，Bustle的編輯艾瑪·羅德發表了〈哈利波特如何延續強暴文化〉一文，分析了系列中兩次愛情魔藥的使用者和受害者角色：羅咪·凡和榮恩·衛斯理、魔柔·剛特和老湯姆·瑞斗。羅德認為，愛情魔藥的受害者被剝奪了自主權，在「未經他們同意的情況下被迫進行性行為或浪漫行為」，而這些描述之所以未引發討論，是因為人們「不習慣將強暴文化框架為與男人有關的文化」。羅德進一步批評《哈利波特》系列中對於愛情魔藥的接受，最後給出了積極的結論「當我們給孩子們讀這些書時，我們可以在知情且必要的框架下閱讀」。《每日電報》的特約撰稿人阿曼達·普雷斯蒂賈科莫批評這是「瘋狂的指控」。
2020年，三一學院的卡比爾·查托帕德耶發表〈「強效迷戀」：愛情魔藥和哈利波特的同意倫理〉討論《哈利波特》如何透過敘事策略淡化同意問題，進而闡釋流行奇幻文本中的當代新自由主義精神如何根據自身利益參與自主權重新配置。

## 文化影響
倫敦頂級景點之旅提供「哈利波特之旅與魔藥課程」的倫敦觀光行程，遊客可以探索破釜酒吧等《哈利波特》系列電影拍攝地點，並且體驗魔藥調製過程。
哈利波特中的魔法藥水亦應用於現實世界的教育。大英圖書館於Google藝術與文化發表了一篇魔藥專題，以《哈利波特》系列的魔法藥水為核心，穿插中世紀等各歷史時期的相關文獻介紹。羅傑·海菲爾德於其著作《哈利波特中的科學：魔法如何運作》提及，植物因為無法逃跑或躲藏，而發展出了「各種可怕的化學武器，用來威嚇、致殘，甚至殺害想吃它們的昆蟲和植物」，而哈利波特中的魔藥材料可以用來教育學生植物保護自己的方式，並且引導他們思考真實世界的例子。